# Mato Pižurica
Prof. dr. Mato Pižurica (Velje Duboko, općina Kolašin, Crna Gora, 14. IX. 1942), redovni profesor Filozofskog fakulteta u Novom Sadu, sekretar "Odeljenja za književnost i jezik" Matice srpske.
"Grupu za južnoslovenske jezike" završio je na Filozofskom fakultetu u Novom Sadu 1967, a postdiplomske studije na Filološkom fakultetu Sveučilišta u Beogradu 1973; doktorirao je na Filozofskom fakultetu u Novom Sadu 1987.
Član je Međunarodne komisije "Opšteslovenskog lingvističkog atlasa", nacionalnih komisija za "Opštekarpatski dijalektološki atlas" i za "Srpski dijalektološki atlas", više odbora SANU  (Odbora za standardizaciju srpskog jezika, Odbora za Rečnik SANU, Odbora za etimologiju, Odbora za onomastiku), nekoliko redakcija ("Zbornika Matice srpske za filologiju i lingvistiku", "Onomatoloških priloga SANU" i Jezika danas, kao i urednik posebnih izdanja "Odeljenja za književnost i jezik" Matice srpske). Član je Upravnog odbora Matice srpske, sekretar "Odeljenja za književnost i jezik" Matice srpske i prodekan za nastavu Filozofskog fakulteta u Novom Sadu.
Sudjelovao je na mnogim domaćim i međunarodnim znanstvenim skupovima (iz onomastike,  lingvističke geografije i  leksikologije i dr). Autor je i stotinak rasprava, članaka i prikaza iz historije srpskog narodnog i književnog jezika, iz  dijalektologije, lingvističke geografije, etimologije, onomastike i iz oblasti  standardologije. Priredio je knjigu  Pavla Ivića " Srpskohrvatski dijalekti" ("Celokupna dela", knj. III).
Objavio je knjige:
- "Govor okoline Kolašina", CANU, Posebna izdanja, knj. 12, Titograd, 1981, str. 251
- "Jezik Andrije Zmajevića", CANU, Posebna izdanja, knj. 22, Titograd, 1989, str. 434 (s 15 faksimila)
- "Prilozi Pravopisu", Matica srpska, Novi Sad, 1989, str. 127 (kao jedan od grupe autora i kao jedan od tri priređivača, u ekavskoj i ijekavskoj verziji)
- "Pravopis srpskoga jezika", Matica srpska), Novi Sad, 1993, str. 510 (kao jedan od trojice koautora, u zasebnim ekavskim i ijekavskim verzijama; ekavska verzija je doživjela još dva izdanja, treće je ovaj autor dopunio novim popisom primjena pravila)
- "Pravopis srpskoga jezika" (školsko izdanje), Matica srpska, Novi Sad, 1995, str. 332 (u istom tročlanom autorskom timu, u ekavskoj i ijekavskoj verziji; ekavska verzija je doživjela dva ponovljena izdanja, ijekavsko još jedno)
- "Pravopis srpskoga jezika – Priručnik za škole", Beograd – Novi Sad (kao koautor, u ekavskoj i ijekavskoj verziji; ekavska verzija doživjela ponovljeno izdanje)
- "Ljetopis crkovni Andrije Zmajevića", knjiga I, str. 560, knjiga II, str. 547, Cetinje, 1996.